# ワカクサウズ属
ワカクサウズ属は、リュウテンサザエ科に属し、熱帯大西洋西岸に生息する巻貝の属である。貝殻はややウラウズガイに似た円錐形で、殻長は約6～8cmに達する。表面特に螺層下端に突起があり、石灰質の蓋をもつ。従来はニチリンサザエ属の亜属であったが、近年では独立した属として扱われるようになった。

## 遺伝子系統
ワカクサウズ属をふくむサザエ科関連の系統分岐図の概略を下に示すが、種々の異なる遺伝子解析結果が報告されており、系統は未確定である。

## 分布
メキシコ湾、カリブ海を中心に、ブラジルから米国フロリダ州にかけての西部大西洋沿岸に分布する。

## 種類
以下の種が本属に属する。
- (Gmelin, 1791) アメリカウラウズ
- Lithopoma brevispina (Lamarck, 1822)
- Lithopoma caelatum (Gmelin, 1791) キザミウズガイ
- Lithopoma phoebium (Röding, 1798) フロリダアザミガイ[7]
- Lithopoma tectum (Lightfoot, 1786)
- Lithopoma tuber (Linnaeus) ワカクサウズ[8]